# Eiao

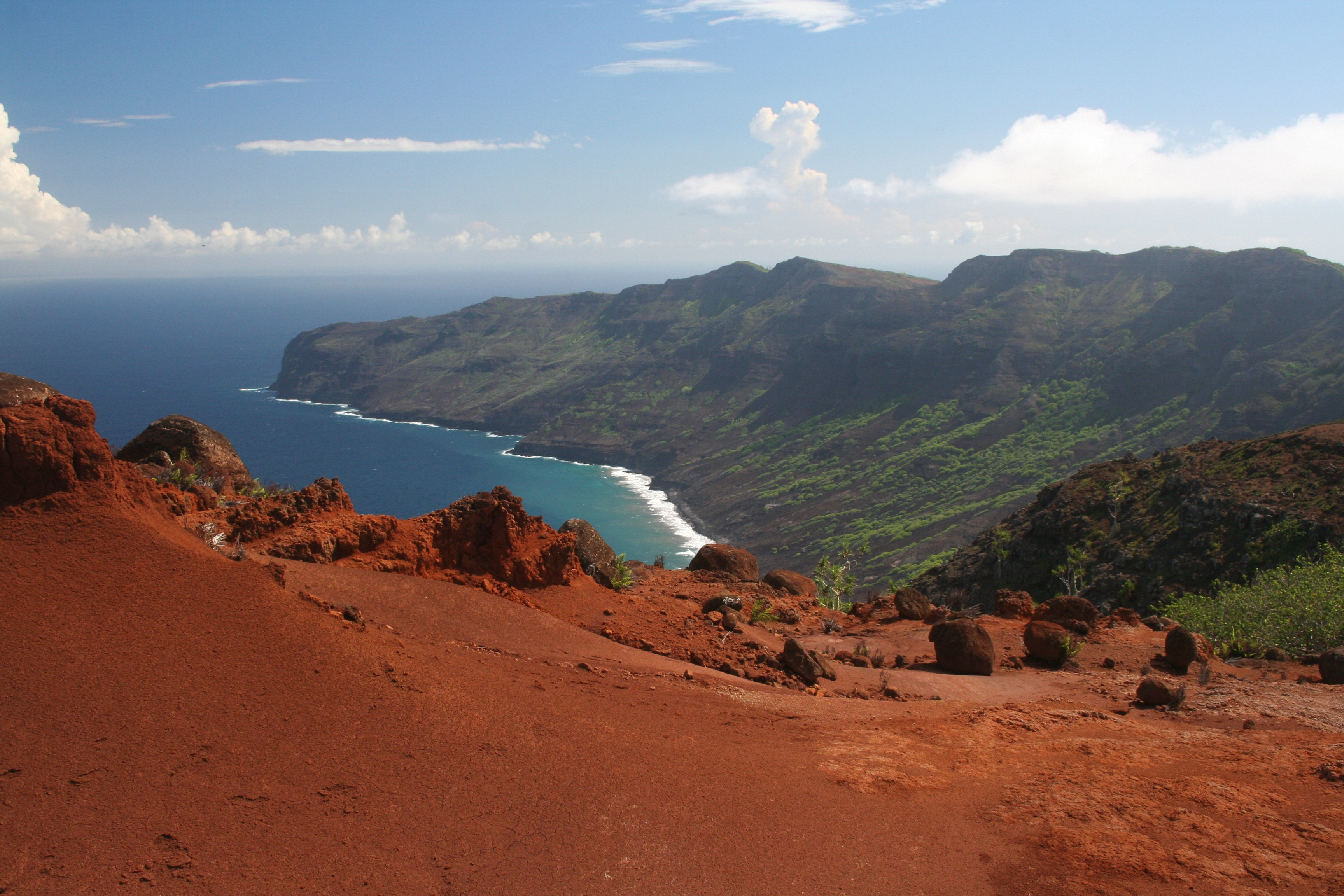
Wybrzeże południowo-wschodnie

Eaio – niezamieszkana wyspa w Polinezji Francuskiej, w archipelagu Markizów. Jej powierzchnia wynosi 43,8 km². Została odkryta w 1791 roku przez Josepha Ingrahama, który nazwał ją Wyspą Knoxa na cześć Henry'ego Knoxa. Później żeglarze z Zachodu nazywali ją także Masse, Fremantle i Robert.

Położenie na mapie Markizów